# Drskovško jezero
Veliko in Malo Drskovško jezero sta presihajoči kraški jezeri v bližini vasi Drskovče, po kateri se imenujeta. Sodita v sklop presihajočih jezer zgornje Pivške kotline, v katerih se zadržuje voda po obilnejših deževjih spomladi in jeseni, od tega najdlje v bližnjem Petelinjskem jezeru. Zaradi svoje lege se v obeh Drskovških jezerih voda zadržuje precej dolgo, saj sta na enaki nadmorski višini kot Pivka, najvišji vodostaj pa dosežeta jeseni ali spomladi. Oba jezera sta pod zemljo povezana, tako da Malo drskovško jezero dobi vodo iz Velikega, iz obeh se nato izteka v Parsko. V obeh jezerih je možno potapljanje ob višjih vodostajih, vendar je še vedno ovirano zaradi plitkosti. Voda je bolj bistra v Malem Drskovškem jezeru, ob navadnih vodostajih pa v obeh ni zaznati toka. Jezeri ne spadata v SPT. Jezeri ležita na enem izmed načrtov za Avtocesto Postojna-Jelšane, zato čez nekaj časa morda ne bodo več obstajala.

## Veliko Drskovško jezero
Veliko Drskovško jezero leži nekoliko južneje od Malega Drskovškega jezera, na najnižji nadmorski višini 541,7 m po TTN 5 oz. 541,6 m po LIDAR DMR. Je tretje največje presihajoče jezero v Pivški kotlini po površini (~19 ha). Na severu ima zaliv, ki se močno pripliža Malemu Drskovškemu jezeru. Jezero je obdano s strmimi pobočji, kar omogoča lep razgled iz Drskovške strani, onemogoča pa, da bi jezero postalo veliko večje. Na dnu jezera so tri manjše kotanje (na severu, na zahodu in na jugozahodu; zadnji dve sta endini del jezera nižji od 542,5 m). V jugozahodni kotanji, imenovani tudi Jernejeva mlačca, sta dva podolgovata greza, kjer vodni tok spere zemljo in ostanejo le kamni. Večji je bolj plitek in širok, njegovo dno pa je najnižja točka jezera. Manjši je globlji in ima neporaščene bregove, vendar leži na višji nadmorski višini. Zraven velikega greza sta še dva manjša in okrogla greza, eden je še vedno zapolnjen z zemljo. Nekateri delujejo kot požiralniki, v nekaterih pa se voda zadržuje do tri tedne po presahnjenosti jezera in omoča žabam, pupkom in drugim dvoživkam odlagati jejčeca. Če je presuho, voda prehitro ponikne in celoten zarod umre. V bližini manjšega greza so divje živali naredile manjšo blatno kotanjo, izkopale naj bi tudi oba podolgovata greza.  Jernejevo mlačco ima vse znake jezera, zato lahko govorimo o jezeru v jezeru. Najlažji dostop je z jugozahoda, po kolovozu.

### Vodostaj
Veliko Drskovško jezero ob določenih vodostajih dobi otok z lovsko opazovalnico. Voda se najprej pojavi kot dve luži na jugozahodu jezera, ena okoli velikega podolgovatega greza, druga pa jugozahodno od manjšega podolgovatega greza. Ob višjem vodostaju se na vzhodnem obrobju jezera pojavita dva večja izvira. Nižji je polkrožne oblike in leži v kamenju, poraslem z mahom. Ob visokem vodostaju voda izvira tudi pod kamnom nad izvirom in tvori potoček, ki se takoj združi s spodnjim izvirom. Izvir ima dva izvirna kraka, ki jo ločuje grmovje. Kraka se na travniku združita v potok z dvema večjima vijugama. Od desnega izvirnega kraka se odcepi še en stranski krak, ki se na travniku izlije v glavni potok pred prvo vijugo. Med vijugama se potok razcepi v dva kraka, ki se ob večji vodnatosti povežeta. Drugi izvir leži južneje od prvega, ki je prav tako obkrožen s kamenjem. Potok od izvira najprej teče po manjši kamniti strugi, nato pa se razlije po travniku. Potok se nato združi s potokom iz prvega izvira. Na zunanji strani prve vijuge struge je združeni potok izdolbel v naplavino, nasproti nje pa na levem bregu leži manjša podolgovata travnata kotanjica. Podobna, le nekoliko manjša, leži tudi na levem bregu potoka drugega izvira v njegovem spodnjem toku. Ob visokih vodah sta luži v obeh kotanjicah povezani s potokoma. Potok se nato izlije v manjše jezerce nastalo v travnati kotanji na vzhodu. Iz tega nato teče potok naprej v dveh manjših strugah v jezerce, nastalo z združitvijo dveh luž in jezera, nastalega v zahodni kotanji. Ob istem času začne voda tudi prihajati izpod kamna pri bližnjem kolovozu, ter kar po njem priteče v isto jezerce, kot potok iz izvirov. Voda izvira tudi v jamčih njive na jugu jezera ter se izliva v drugo, večje jezerce, ki ju tudi hitro poplavi. V naslednji fazi ojezerjenja se ta jezerca združijo. Voda se najdlje zadrži v majhnem podolgovatem grezu na jugozahodu jezera. V naslednjih stopnji združeno jezero zalije glavna izvira in celo kotanjo, razen južnega obrobja. To pride le izjemoma poplavljeno. Voda iz jezera nato pod zemljo teče še do Malega Drkovškega jezera in Parskega jezera, iz katerega nato teče še do reke Pivke, zato presahne pred Malim Drskovškim jezerom.
V sponji tabeli so glavne stopnje ojezerjenja, pri katerih lahko pride tudi do manjših odstopanj.

| glavna stopnja ojezeritve | manjša stopnja ojezeritve | aktivnost izvirov/stanje potokov | obseg jezera                                                                                     |
| ------------------------- | ------------------------- | --- | ------------------------------------------------------------------------------------------------ |
| redna manjša              | F1                        | izviri in potoki niso aktivni | luže v grezih, luža iz velikega podolgovatega greza se razlije, nastane manjša luža izven grezov |
| redna manjša              | F2                        | izviri in potoki niso aktivni | luže se združijo in tvorijo manjše jezerce                                                       |
| redna manjša              | F3                        | voda začne mezeti iz tal | nastaneta jezerca v zahodnji kotanji in manjši vzhodnji kotanji pri izvirih                      |
| redna večja               | F4                        | nižji glavni izvir postane aktiven, voda začne izvirati izpod kamna pri kolovozu, pojavi se potok iz jezerca v vzhodni kotanji                                            | nastane plitek sloj vode, ki povezuje zahodni jezerci, vzhodno jezerce se poveča                 |
| redna večja               | F5                        | nižji glavni izvir je aktiven, pri višjem izviru začne voda mezeti iz tal, voda izvira izpod kamna pri kolovozu, potok med jezerci nastane krajši in postaneta dve strugi | zahodni jezerci se povsem spojita, vzhodno jezerce naraste                                       |
| redna večja               | F6                        | nižji glavni izvir je aktiven, voda pri višjem izviru mezi iz tal, voda izvira izpod kamna pri kolovozu, potoka med jezerci ni več                                        | vsa jezerca se združijo in tvorijo eno jezero                                                    |
| velika                    | F7                        | potok iz nižjega glavnega izvira je poplavljen do prve vijuge, višji glavni izvir postane aktiven, voda izvira pri kolovozu                                               | jezero se zelo razširi proti jugu, na severu nakazan zaliv                                       |
| velika                    | F8                        | vsi izviri aktivni, jezero poplavi sotočje potokov iz glavnih izvirov | jezero se razširi, zaliv postane bolj opazen                                                     |
| zelo velika               | F9                        | potoki poplavljeni skoraj do izvirov | jezero se poveča, prevzame obliko kotanje                                                        |

#### Praznjenje
Ob praznjenju jezero spet razpade na tri jezerca, najprej se odcepi vzhodno jezerce, ki tudi prvo presahne. Če ne pride do faze ojezeritve F4, prvo presahne jezerce v zahodni kotanji. Voda v potokih se lahko zadrži tudi po presahnitvi izvirov, kdaj celo po presahnitvi zahodnega in vzhodnega jezerca. Zadnji prsahne jugozahodno jezerce, običajno pet dni po drugih dveh. Najprej se razdeli na dve luži, nato pa se večja obdrži še kakšen dan več od druge.

### Zemljišča
Veliko Drskovško jezero leži na le nekaj posameznih njivah, večinoma v severni kotanjah, v franciscejskem katastru lahko vidimo le eno ob potoku iz nižjega izvira. Leži na zemljiščih št. 2614/3, 2614/4, 2614/5, 2614/6, 2615/3, 2615/4, 2615/5, 2615/6, 2616/1, 2617/2, 2617/3, 2617/4, 2617/5, 2617/6, 2618, 2619, 2620, 2621, 2622, 2623, 2624, 2625, 2627/1, 2627/2, 2628, 2630/1, 2630/2, 2646/5, 2646/6 2648, 2649/5, 2649/6, 2649/7, 2649/8, 2649/9, 2649/10, 2649/11, 2649/12, 2650/1, 2650/2, 2651/3, 2651/4, 2651/5, 2651/6, 2652/1, 2652/2, 2653/1, 2653/2, 2654/1, 2654/2, 2655/1, 2655/2, 2656/2, 2656/3, 2657, 2658, 2659, 2660, 2661, 2662, 2663, 2664, 2668 in 2669/1 v katastrski občini 2503 (Parje) in 1732/4, 1800/2, 2525/2, 2525/4, 2525/6, 2540, 2541, 2542, 2543, 2544, 2545, 2546, 2546, 2574, 2548, 2549, 2550, 2551, 2553, 2554, 2556/1, 2556/2, 2556/3 in 2557 v katastrski občini 2504 (Zagorje). Večino zemljišč redno kosijo, razen nekaterih, ki so opuščene in se že zaraščajo. Travnike večinoma pokosijo do julija, zadnje pokosijo avgusta. Zarašča se predvsem južni del kotanje (tudi z brinovi in bori). To so kmetijska zemljišča, porasla z gozdnim drevjem, nekaj pa je tudi neobdelanih kmetijskih zemljišč, kmetijskih zemljišč v zaraščanju in že sklenjenega grmičevja in dreves. Veliko lastnikov tudi reže grmovje in mejico. Nekatera zemljišča lastniki gnojijo s hlevskim gnojem.

## Malo Drskovško jezero
Malo Drskovško jezero leži na 539,2 (539,05 m po LIDAR DMR) m najnižje nadmorske višine dna, ki se nahaja na zahodu jezera, v izvorno-ponorni kotanji, saj ima izvir, potok in ponor. Jezero je nenavadne oblike pri višjem vodostaju, saj se najprej napolni nižja okrogla kotanja na severni strani jezera, nato pa se napolni še ozka zatrepna dolina proti jugozahodu, ki se konča s prepadno steno. Dolino se lahko razdeli še na dve manjši, na zgornjo v smeri S-J in spodnjo, veliko večjo v smeri JZ-SZ, loči pa ju izrazito pobočje ter manjše pobočje iz nasutega kamenja, ki naj bi nastalo, ko so avstrijski vojaki zmetali zid, ki je stal na vrhu pečine v jezero in tako ustvarili ščit.  Dolini sta polni le ob večjih ojezerjenjih z izjemo dela zgornje doline, kjer že ob manjših ojezerjenjih nastaja manjše jezerce. Pod steno v zgornji dolini je vhod v jamo Podmou (Spodmol), jamo, iz katere izvira potok, ki je glavni dotok jezera. Voda ponikne na drugi strani jezera, v jamo, ki se prav tako imenuje Podmou. Najlažji dostop do jezera je z severozahoda, kjer se kolovoz spušča v jezero.

### Vodostaj
Malo drskovško jezero dobi večino vode iz Velikega Drskovškega jezera, ta priteče pod zemljo. To dokazujejo podatki o temparaturi in trdoti vode. Izvira na štirih glavnih izvirih, glavni izmed njih je jama Podmou (Spodmol). Drugi je skupina izvirov, ti tvorijo potok, ki najprej tvori dva kraka in se potem združita, nato pa prosto teče po travniku ter se izliva v jezerce v zgornji dolini. Proti severu se nahaja še skupina višje ležečih jezer. Iz dveh lukenj tečeta dva kraka, ki se nato združita s številnimi izviri v bližini in tvorita potok, ki se izliva v jezerce v zgornji dolini. Iz tega jezerca nato teče potok po severni strani spodnje doline do struge vode iz četrte skupine izvirov, ki se nahajajo na prehodu v spodnjo dolino. Spodnji del struge v dolini vodi skozi grmovje, v kotanji pa postane ožji in plitkejši ter se razcepi na dva kraka, ki se povežeta ob večji vodnatosti. Malo nižje se od glavne struge odcepi desni krak, ki sprva teče po jamču, nato pa se razlije po travniku. Zaradi tega v privih fazah ojezerjenja nastajata dve jezerci (če ne upoštevamo tistega v zgornji dolini). Ob rednih višjih fazah ojezerjenja gladina doseže jamo Podmou na severu jezera, skozi katero začne voda odtekati. Do jame teče krajši potok, znos  drobnozrnatih sedimentov v jami pa kaže na počasno ponikanje vode. V prvi fazi ojezerjenja se lahko vidi le jezerce v zgornji dolini, manjše jezerce na dnu glavnega potoka ter sam potok. V naslednjih fazah ojezerjenja jezerce na dnu poplavi potok do doline. Takrat tudi postane viden zaliv, pri še višjih ojezeritvah pa se Malo Drskovško jezero združi z manjšim jezercem v zgornji dolini, ki takrat sega že vse do izvira Podmou. V zaliv se takrat zajeda polotok, planota, ki ločuje obe dolini.
V sponji tabeli so glavne stopnje ojezerjenja, pri katerih lahko pride tudi do manjših odstopanj.
| glavna stopnja ojezeritve | manjša stopnja ojezeritve | aktivnost izvirov/stanje potokov | obseg jezera                                                                                           |
| ------------------------- | ------------------------- | --- | --- |
| redna manjša              | F1                        | najnižja skupina (četrta) izvirov postane aktivna in glavni potok je viden (brez stranskega kraka) | jezerce v zgorji dolini                                                                                |
| redna manjša              | F2                        | na dnu glavnega potoka začne nastajati jezerce, zgornji tok stranskega kraka se pojavi, voda začne odtekati iz jezerca v zgornji dolini v glavni potok, druga skupina izvirov postane aktivna                                                                                   | jezerce pod glavnim potokom se združi z lužo pod stranskim krakom, jezerce v zgornji dolini se razširi |
| redna manjša              | F3                        | stranski krak ni poplavljen le v zgornjem toku (od jamča gor) | jezeri narasteta                                                                                       |
| redna manjša              | F4                        | glavni potok je poplavljen do razcepa z stranskim krakom | jezeri narasteta                                                                                       |
| redna manjša              | F5                        | glavni potok je v kotanji skoraj popolnoma poplavljen | jezeri narasteta                                                                                       |
| redna manjša              | F6                        | plitva voda v nižjem delu dna v izviru Podmou | jezeri narasteta                                                                                       |
| redna večja               | F7                        | glavni potok je v kotanji povsem poplavljen, izvir Podmou je poplavljen v nižjem in severnem delu dna | jezeri narasteta                                                                                       |
| velika                    | F8                        | glavni potok je poplavljen do dela, ko teče v gozdu, pri drugih izvirih voda začne izvirati tudi pod višje ležečimi skalami, njihov potok je poplavljen do združitve krakov, izvir Podmou je poplavljen po celem dnu, tretji izviri postanejo aktivni in pojavi se njihov potok | jezero v kotanji dobi manjši zaliv, pojaviti se dve luži proti zgornji dolini                          |
| zelo velika               | F9                        | glavni potok in najnižji (četrti) izviri so poplavljeni, potok iz drugih izvirov je povsem poplavljen, obe jami sta povsem poplavljeni | ojezerjena je celotna kotanja in zgornje doline, razen jugozahodnega obrobja                           |

#### Praznjenje
Ko izviri spet presahnejo, najprej presahne potok iz tretjih izvirov (če je bila faza ojezerjenja dovolj visoko), nato se izprazni kotanja na dnu glavnega potoka. Nato se prekine vodna povezava med najnižjimi (četrtimi) izviri, drugimi izviri in jezercem v zgornji dolini, pri četrtih izvirih se lahko še nekaj časa vidi lužo, ki nato presahne. Takrat voda v glavnem potoku le še miruje, v zgornji dolini je vidnih le še nekaj luž. Potok se najdlje obdrži v zaraščenem delu, nazadnje pa presahne jezerce v zgornji dolini. Proces praznjenja traja nekaj dni. Voda, preostala v izvirni jami se iztoči skozi druge izvire, ki presahnejo pozneje.

### Podmou (Izvir)
Jamo, ki jo domačini imenujejo Podmou, je nekaj metrov dolga vodoravna jama, ki se nahaja pod prepadno steno v zgornji dolini na jugovzhodu jezera. Nahaja se na nadmorski višini 555 m, dolga je 15 m in globoka 2 m. Jama je glavni vir vode za Malo Drskovško jezero in ko je v njej voda, se njeno bučanje lahko sliši daleč naokrog. Jama ima ostre robove, kar dokazuje veliko moč vode. Dno je prekrito s kamenjem, ki ga je več na vhodu, kot v notranjosti.

### Podmou (Ponor)
Podmou je 10 metrov globoka in 15 m dolga jama na severu Malega Drskovškega jezera. Je deloma zapolnjena s prstjo, stene so ponekod zasigane. Vhod leži na 550 m. n. v. v vznožju stene na severozahodnem pobočju kotanje. Za časa italijanske oblasti so ljudlje umetno razširili jamo in izkopali jarek, da bi voda hitreje odtekala.

### Zemljišča
Malo Drskovško jezero leži na nekaj njivah, večina jih je v dolini ali zgornjem delu kotanje. Ostalo so večinoma redno košeni (od druge polovice junija do avgusta) travniki. Na dnu kotanje ni večjih zaraščenih področij, se pa kdaj opazi sveže posekano grmičevje. Gnojijo le v spodnjem delu, večinoma s hlevskim gnojem. Leži na zemljiščih št. 805/35, 2549, 2550, 2552/1, 2552/2, 2553/1, 2553/2, 2554, 2555, 2557, 2558/1, 2558/2, 2559, 2560/1, 2560/2, 2560/3, 2560/4, 2560/5, 2562/1, 2562/2, 2563, 2565/1, 2565/2, 2565/3, 2565/4, 2730, 2731, 2732/1, 2732/4, 2733, 2737, 2738, 2741, 2742/1, 2742/2 in 2804 v katastrski občini 2503 (Parje).

## Rastlinstvo
Jezeri sta večino leta presahnjeni in s tem omogočata rast navadnih travniških rastlin. Dno kotanje Velikega Drskovškega jezera pokrivajo mezofilni do vlažni travniki s trstikasto stožko. V severovzhodnem, delu dna kotanje so bila ob gozdnem robu določena srednjeevropska suha in polsuha travišča, poraščena predvsem z vrsto Bromus erectus. Travniki se zaraščajo s srednjeevropskimi toploljubnimi bazifilnimi grmišči s kalino in črnim trnom predvsem na jugu glavne kotanje, pa tudi na vzhodnem obrobju kotanje pod izviri in severne kotanje. Tem se pridružujejo že sklenjena toploljubna grmišča. V južnem delu kotanje je nastal gozdni sestoj, ki je povezan z gozdom na njenem obrobju. Leščevje uspeva na zahodu kotanje. Pobočja glavne kotanje porašča gozd z vmesnimi jasami. Gozd sega do vznožja pobočij razen na jugu, kjer ga porašča travnik. Submediteranskoilirski polsuhi travniki ter submediteranskoilirski pašniki in suhi kamniti travniki so nad jezerom proti Malemu Zagorskemu jezeru, segajo pa tudi po jugozahodnem pobočju kotanje. Ob robovih kotanje se nahaja nekaj manjših nasadov smreke.  Po celem dnu, še posebej v severni kotanji se pojavlja tudi ilirski meček (Gladiolo-Molinietum). V okviru projekta “Spoznavanje Pivških presihajočih jezer s kolesi” je Društvo Drobnovratnik 28. februarja 2015 organiziralo naravovarstveno akcijo čiščenja zaraščenih površin na dnu kotanje Velikega Drskovškega jezera, med katero so na enem hektaru odstranili večino grmovja v skladu z mnenjem Zavoda RS za varstvo narave. Poraščenost dna kotanje Malega Drskovškega jezera je podobna, le da jo pokrivajo bolj mokrotni travniki z modro stožko, višji, robni del dna na zahodni in severovzhodni strani pa srednjeevropski higromezofilni nižinski travniki s prevladujočo visoko pahovko. Ti travniki uspevajo tudi na dnu doline. Srednjeevropska toploljubna bazifilna grmišča so razširjena v robnih delih dna kotanje in njene doline, poraščajo pa tudi spodnji del struge potoka v dolini. Grmišča ležijo pod gozdnim robom ali tvorijo mejice, leščevje pa obroblja dno kotanje in delno tudi spodnji del njene zatrepne doline na južni strani. Vzhodno pobočje kotanje z zatrepno dolino v smeri Velikega Drskovškega jezera je gozdnato, na južnem pobočju pa se prepletajo submediteranskoilirski polsuhi travniki, leščevja ter kserotermofilni gozdni robovi. Po pobočju se širi gozd, ki porašča tudi severno pobočje. Zahodno pobočje kotanje v smeri Parskega jezera poraščajo submediteranskoilirski pašniki in suhi kamniti travniki ter submediteranskoilirski polsuhi travniki. V južnem, robnem delu doline leži nasad visokih smrek. V dolini se tudi pojavljata trstikasta stožka in ilirski meček (Gladiolo-Molinietum). Ob bolj mokrih letih se jezeri zadržujeta dovolj časa, da začnejo travniške rastline odmirati in plesneti, na njih pa rasti alge. Med zaledenitvijo ledena skorja povzroča lomljenje vej.

## Živalstvo
Jezeri vsako leto presahneta, zato v njih ni rib. Se pa pojavljajo majhni rdeči rakci, ki spadajo v podrazred ceponožci. Sposobni so opraviti celotni življenjski cikel v le nekaj tednih in s tem omogočajo razmnoževanje v presihajočih jezerih. Odrasli rakci ne morejo preživeti izven vode, njihova jajčeca pa lahko.  Veliko Drskovško jezero je v Sloveniji poleg Petelinjskega jezera edino nahajališče vrst Diaptomus cyaneus in Diacyclops charon. Na jugozahodnem bregu jezera se velikokrat pasejo ovce.  Okoli Malega Drskovškega jezera se občasno na zahodnem pobočju tudi pasejo ovce. Okoli jezer se zaradi vode zadržujejo tudi divje živali. Velikokrat se tudi vidi travnike, razrite od divjih prašičev.